# Östermalmsgatan
Östermalmsgatan est une rue du quartier  de Östermalm à Stockholm en Suède.

## Situation
Östermalmsgatan est une rue d'Östermalm qui s'étend d'une impasse à Birger Jarlsgatan à une impasse à Karlaplan. 
La rue longe le parc Stureparken et la place Danderydsplan. 
Östermalmsgatan mesure environ 1,7 kilomètres de long.

## Architecture
Les styles architecturaux de la longue rue changent au fil des décennies de construction de Ladugårdslandet. On y trouve des îlots d'architecture en plâtre du XIXème siècle autour des rues Brahegatan, Grev Turegatan et Nybrogatan, du romantisme national à Lärkstaden, de grands ensembles Art nouveau et du classicisme nordique vers Karlaplan. 
Des rénovations ultérieures, lorsque Florakyrkan et Håvanderska Huset ont été démolies, l'ont mélangé au fonctionnalisme et aux bâtiments résidentiels et de bureaux modernes.

## Galerie

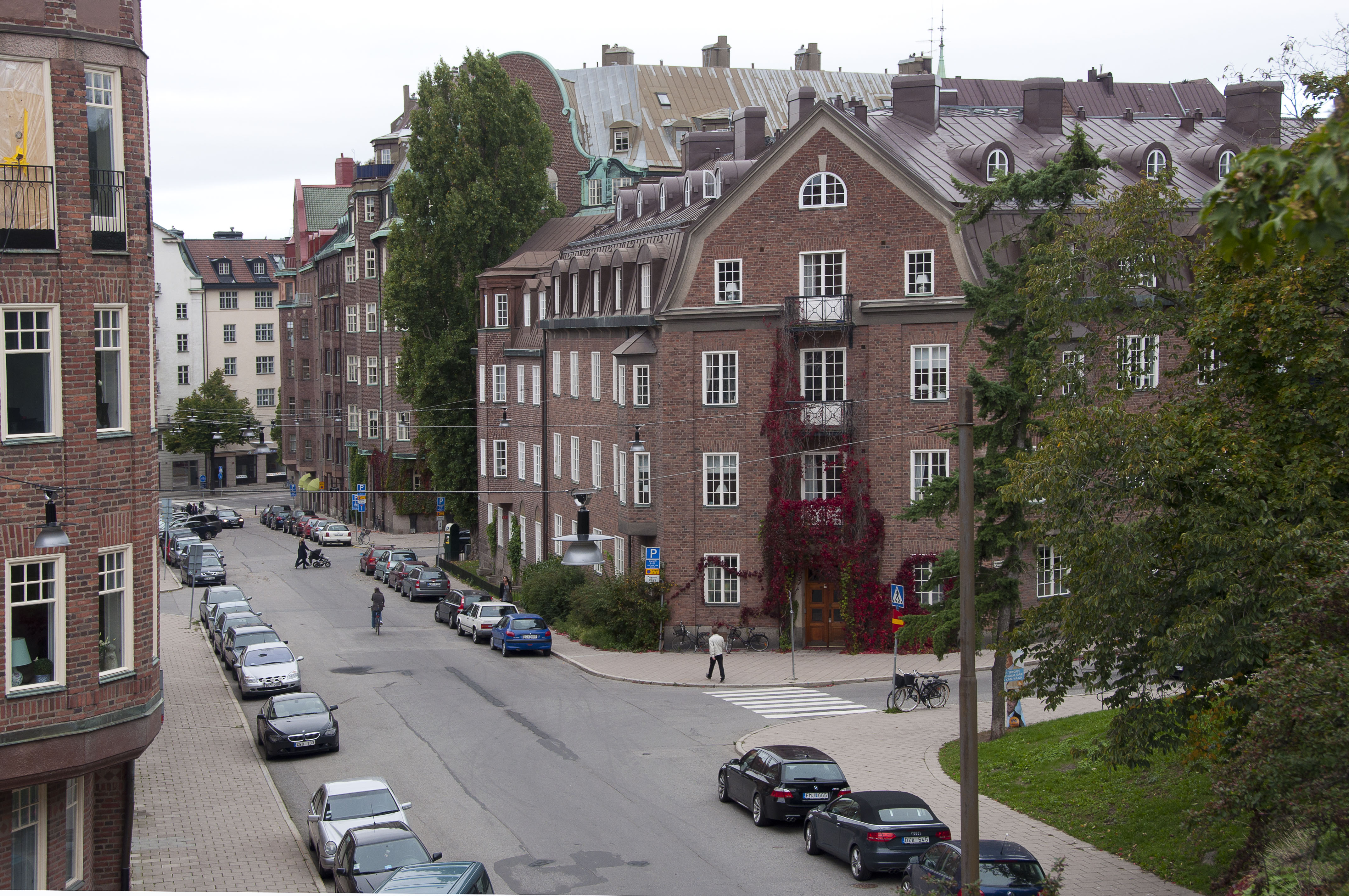
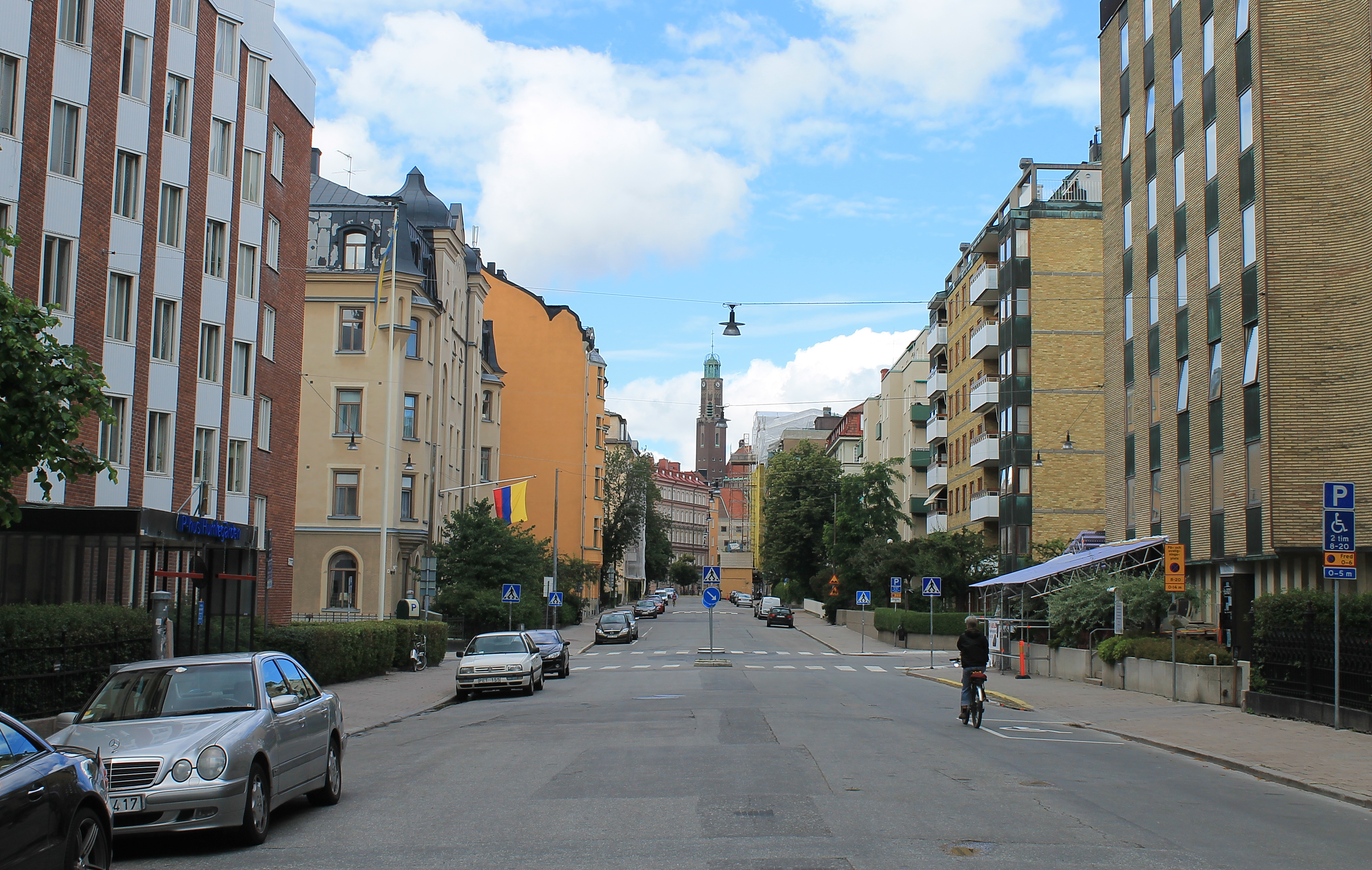
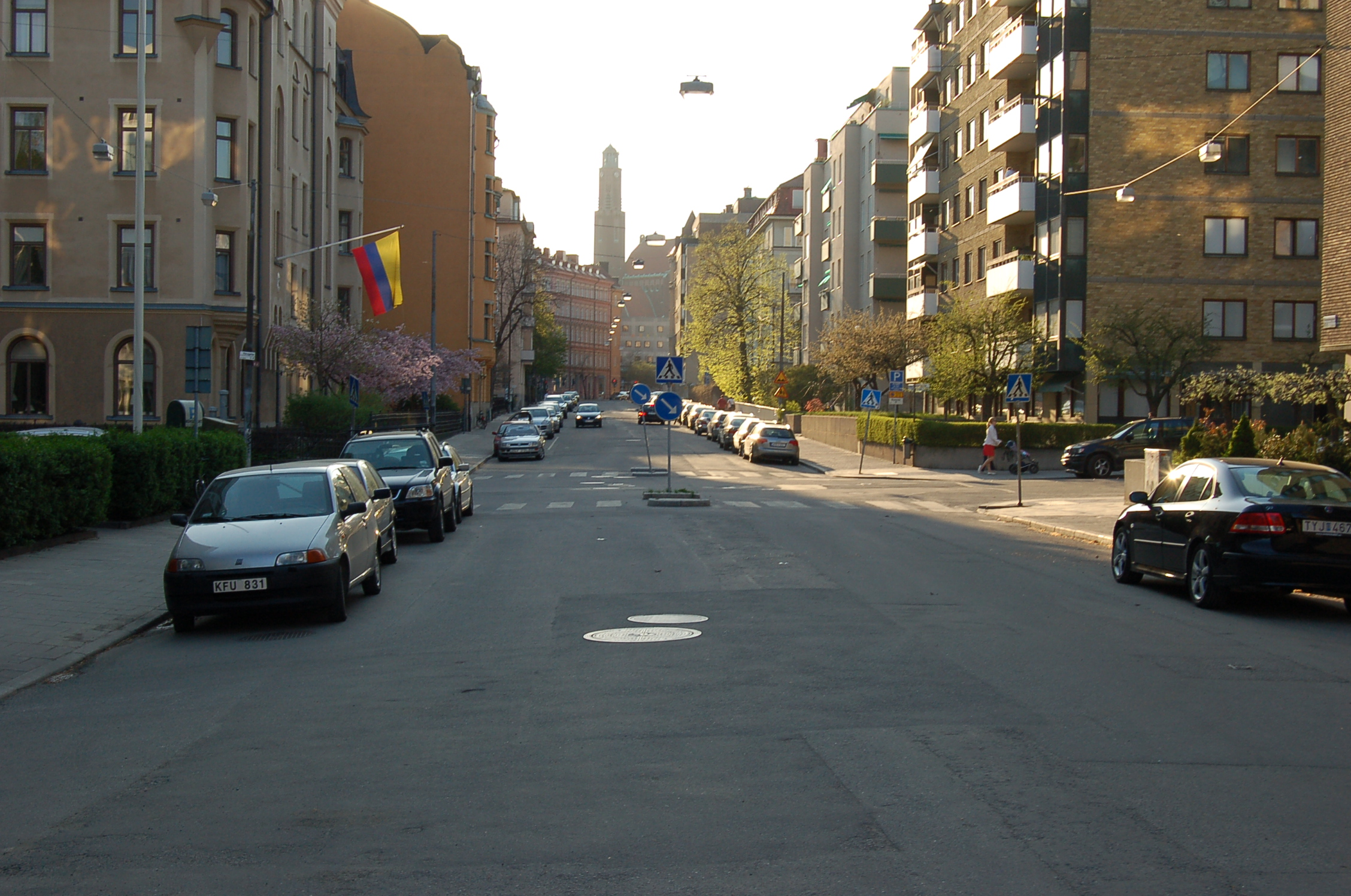

## Bâtiments de la rue
| Image | Nom                                                                                 | Numéro  | Architecte                                                                        | Réf.        |
| ----- | ----------------------------------------------------------------------------------- | ------- | --------------------------------------------------------------------------------- | ----------- |
|       | Lärkstaden Flugsnapparen 6 Lövsångaren 5 Lövsångaren 6 Lövsångaren 7 Sidensvansen 8 | 1-21    | Per-Olof Hallman Ivar Engström Hjalmar Westerlund Sam Kjellberg Knut Nordenskjöld | [ 1 ]       |
|       | Engelbrektskyrkan                                                                   | 20      | Lars Israel Wahlman                                                               |             |
|       | Engelbrekts församlingshus                                                          | 20 B, F | Lars Israel Wahlman                                                               | [ 1 ]       |
|       | Arkitekturskolans byggnad                                                           | 22-26   | Gunnar Henriksson                                                                 | [ 1 ]       |
|       | Näktergalen 29                                                                      | 28      | Sven Wallander                                                                    |             |
|       | Deutsches Heim                                                                      | 33      | Gustaf Adolf Fristedt                                                             | [ 1 ]       |
|       | Ambassade de Roumanie                                                               | 36      | Axel Kumlien Hjalmar Kumlien                                                      | ,           |
|       | Linden 9                                                                            | 40      | Gustaf Hermansson                                                                 | [ 2 ]       |
|       | Tallen 13                                                                           | 41      | Edvard Bernhard                                                                   | [ 1 ]       |
|       | Cederblomska huset                                                                  | 42      | Erik Lallerstedt Johan Erik Cederblom                                             | [ 1 ]       |
|       | Ambassade de Colombie                                                               | 44-46   | Johan Laurentz                                                                    | [ 1 ]       |
|       | Björken 21                                                                          | 47      | Anders Tengbom                                                                    | [ 1 ]       |
|       | Lönnen 28                                                                           | 48      | Backström & Reinius                                                               |             |
|       | Rosenborgshuset                                                                     | 49      | Ferdinand Boberg Isak Gustaf Clason                                               | [ 1 ]       |
|       | Stureparken                                                                         | 51      |                                                                                   |             |
|       | Ambassade du Panama                                                                 | 59      | Anders Gustaf Forsberg                                                            |             |
|       | Hemgården                                                                           | 68      | Hagström & Ekman                                                                  | [ 4 ]       |
|       | Templet                                                                             | 69      | Adolf Emil Melander                                                               | ,           |
|       | AB Hemtrefnads byggnad                                                              | 84      | Per Olof Hallman                                                                  | [ 5 ]       |
|       | Östermalms brandstation                                                             | 85      | Gustaf Laurelius                                                                  | ,           |
|       | Östra real                                                                          | 86-88   | Ragnar Östberg                                                                    |             |
|       | Generalitetshuset                                                                   | 87      | Erik Josephson                                                                    | [ 1 ] [ 4 ] |